# Fredstraktaten i Limerick
|  | Artiklen indgår i en serie om Irlands historie |
Fredstraktaten i Limerick afsluttede de Vilhelminske Irlandskrige mellem Jakobinerne og Vilhelm af Oranjes tilhængere. Det bragte Belejringen af Limerick til en ende. Traktaten bestod af to artikler, en militær og en civil, der begge blev underskrevet 3.oktober 1691. Almindeligvis antager man at de blev underskrevet på "Traktatstenen"(en: The Treaty Stone), en ujævn blok af kalksten der blev brugt til at opstille heste ved. Stenen er i dag placeret på en sokkel i Limerick. Grundet traktaten kendes Limerick i dag som "traktatbyen" (en:Treaty City).

## De militære artikler
Disse artikler omfattede hvad der skulle ske med den opløste jakobinske hær. Ifølge traktaten, havde jakobinske soldater muligheden for at følge James II til Frankrig og der stadig tjene ham under den Irske Brigade i den franske hær. Godt 14.000 valgte denne mulighed og blev sendt til Cork hvor de blev sendt på skibe til Frankrig, mange af dem tog deres koner og børn med. Denne rejse blev kendt som De Flygtende Vildgæs.
Desuden havde de jakobinske soldater også muligheden for at træde ind i den Vilhelminske hær. Cirka 1.000 soldater valgte denne mulighed. For det tredje havde de jakobinske soldater muligheden for at returnere til deres hjem, en mulighed som cirka 2.000 valgte.
Denne traktat bestod af 29 punkter der blev godkendt af generalløjtnant Ginkle, øverstbefalende for den engelske hær samt generalløjtnanterne D´Usson og de Tesse der var øverstbefalende i den irske hær. Artiklerne blev underskrevet af følgende personer D'Usson, Le Chevalier de Tesse, Latour Montfort, Patrick Sarsfield 1.jarl af Lucan, Colonel Nicholas Purcell of Loughmoe, Mark Talbot, Jo Wauchop, Galmoy.

## De civile artikler
Disse artikler beskyttede rettighederne for de besejrede af den irske lavadel der valgte at blive i landet, de fleste katolikker. Deres jord og ejendom måtte ikke konfiskeres såfremt og så længe at de svor troskab mod Vilhelm og Maria, og derudover havde de ret til at bære våben. Vilhelm påbød en tiltrængt fred i Irland og allierede sig i 1691 med paven i Augsburgligaen.
Denne traktat indeholdt tretten punkter som blev godkendt af de ærefulde personer Sir Charles Porter, den fornemme Thomas Coningsby, Irlands retspræsident og hans excellence Baron de Ginkle, Generalløjtnant og øverstbefalende i den engelske hær, den højst ærværdige Patrick Sarsfield, 1.jarl af Lucan, Percy adelig af Galmoy, Oberst Nicholas Purcell af Loughmoe, Oberst Nicholas Cusack, Sir Toby Butler, Oberst Dillon og Oberst John Brown. Traktaten blev underskrevet af Charles Porter, Thomas Coningsby og Baron de Ginkle under vidnesbyrd af Scavenmoer, H. Mackay, and T. Talmash.
De civile artikler blev ikke ført ud i praksis af den sejrende Vilhelminske regering, da pavedømmet allerede i 1693 anerkendte James II som den retmæssige konge af Irland. De få katolikker der sværgede Vilhelm troskab i perioden 1691-93 forblev beskyttede, det gjorde deres efterfølgere også. I 1695 vedtog det irske parlament en lang række af straffelove der forsøgte at umuliggøre det at være katolsk for den irske katolske lavadel. Disse tiltag havde en negativ effekt på hele den katolske befolkning i årtier.
Mange tror at Limerick var den eneste aftale der blev lavet mellem Vilhelminer og Jakobinere. En tilsvarende traktat blev lavet da Galway overgav sig 22.juli 1691, men uden den udtrykkelige troskabsed der blev krævet i Limerickaftalen. Garnisonen i Galway bestod af landadelen fra grevskaberne Galway og Mayo, der drog fordel af deres sikrede ejendomsret i det kommende århundrede. Fredstraktaten i Limerick markerede slutningen på krigen.